# Джовани Ди Лоренцо
Вижте пояснителната страница за други личности с името Джовани.
Джовани Ди Лоренцо (на италиански: Giovanni Di Lorenzo) е италиански футболист, защитник, който играе за Наполи.

## Кариера
Ди Лоренцо започва кариерата си с Реджина през 2009 г. На 29 май 2011 г. той прави своя професионален дебют за отбора в мач от Серия Б в Сасуоло. Прекарва сезон 2012/13 под наем в отбора на Лега Про Прима Дивизионе Кунео, изигравайки 27 мача.
Между 2015 и 2017 г. Ди Лоренцо играе за Матера общо 58 мача и отбелязва 3 гола.
Ди Лоренцо преминава в Емполи през август 2017 г. След като помага на отбора да постигне промоция в Серия А, той дебютира в италианския висш ешелон на 19 август 2018 г. срещу Каляри Калчо.

### Наполи
На 7 юни 2019 г. Ди Лоренцо се присъединява към Наполи за 8 милиона евро. През първата си година в Наполи, Ди Лоренцо става титуляр в първия отбор, като ги извежда до седмо място в Серия А и им помага за победа срещу Ювентус във финала на Купата на Италия. Наполи също стига до осминафиналите в Шампионската лига, като Ди Лоренцо прави 2 асистенции и играе във всеки мач.
На 15 юли 2020 г. десният бек е свързван с трансфер в Манчестър Юнайтед, но вместо това избира да подпише нов 5-годишен договор с Наполи до 2026 г.
На 14 юли 2022 г. Ди Лоренцо е обявен за нов капитан на Наполи след напускането на Лоренцо Инсиние и Калиду Кулибали. На 4 октомври вкарва първия си гол в Шампионската лига при победата с 6:1 като гост над АФК Аякс през сезон 2022/23.

## Успехи

### Отборни
Наполи
- Серия А: 2022/23, 2024/25
- Копа Италия: 2019/20

### Национален обор
Италия
- Европейско първенство по футбол: 2020

### Ордени
-  5-та степен / Рицарски: Орден за заслуги пред италианската република: 2021